# Lee Tamahori
Lee Tamahori (Wellington, 17 de junho de 1950) é um diretor de filmes da Nova Zelândia. Iniciou a carreira como artista de comerciais e fotógrafo, no final dos anos 70.
Tamahori é descendente māori pelo lado de seu pai e britânica pelo de sua mãe.

## Carreira
Depois de Once Were Warriors  de 1994, que foi grande sucesso na Nova Zelândia, ele mudou-se para Hollywood e dirigiu Mulholland Falls, de 1996, que não foi bem recebido comercialmente e nem pela crítica. Esse filme foi seguido pelo bem-sucedido Edge, em 1997, e então pelo famoso Die Another Day, de 2002. Também dirigiu muitos episódios de shows de TV, em particular um episódio de The Sopranos, durante a segunda temporada.
O Vidente, lançado em 2007, foi o mais recente filme dirigido por Tamahori. Ele é baseado em The Golden Man, uma pequena história de Philip K. Dick. No filme, estrelaram Nicolas Cage, Julianne Moore e Jessica Biel.

## Filmografia
- Thunderbox (1989)
- O Amor e a Fúria
- O Preço da Traição (1996)
- No Limite (1997)
- Na Teia da Aranha (2001)
- 007 - Um Novo Dia para Morrer (2002)
- Triplo X 2: Estado de Emergência (2005)
- O Vidente
- The Devil's Double (2011)